# Riu Nora
El Nora és un riu del Principat d'Astúries, afluent del Nalón, que naix a Valvidares i passa pel concejos de Siero, Noreña i Oviedo. És l'afluent més llarg i s'uneix al Nalón a Priañes i Santa María de Grado, on hi ha un embassament per aprofitament hidroelèctric. Prop d'aquesta zona es troben el meandres del Nora, de gran bellesa paisatgística.